# Al-Kindi
Al-Kindi (latinul: Alkindus), teljes nevén Abú Júszuf Jakúb Ibn Isák asz-Szabbáh Al-Kindi (arabul: أبو يوسف يعقوب بن إسحاق الصبّاح الكندي), korabeli címén „A filozófus” (Kúfa, 801 – Bagdad, 873) középkori arab filozófus.
Apja Kúfa kormányzója volt Al-Mahdi, Al-Hádi és Hárún ar-Rasíd kalifák alatt. Al-Kindi számos filozófiai, matematikai, csillagászati, és orvosi művet írt. Úgy tartották, hogy görögül is tudott, és egyike volt azoknak, akik meg voltak bízva Arisztotelész és más görög írók műveinek fordításával. Arab írók szerint 200 műnek volt a szerzője; ezekből azonban igen kevés maradt ránk. Nagy hangsúlyt helyezett a matematikára, amelyet minden tudomány alapjának tartott.